# 88° westerlengte
88° westerlengte (ten opzichte van de nulmeridiaan) is een meridiaan of lengtegraad, onderdeel van een geografische positieaanduiding in bolcoördinaten. De lijn loopt vanaf de Noordpool naar de Noordelijke IJszee, Noord-Amerika, de Golf van Mexico, Midden-Amerika, de Grote Oceaan, de Zuidelijke Oceaan en Antarctica en zo naar de Zuidpool.
De meridiaan op 88° westerlengte vormt een grootcirkel met de meridiaan op 92° oosterlengte. De meridiaanlijn beginnend bij de Noordpool en eindigend bij de Zuidpool gaat door de volgende landen, gebieden of zeeën. 
| Land, gebied of zee | Nauwkeurigere gegevens                                                                                                   |
| ------------------- | --- |
| Noordelijke IJszee  | |
| Canada              | Nunavut - Ellesmere Island, Axel Heibergeiland, Ellesmere Island, Devoneiland                                            |
| Parrykanaal         | |
| Canada              | Nunavut - Baffineiland                                                                                                   |
| Gulf of Boothia     | |
| Canada              | Nunavut |
| Hudsonbaai          | |
| Canada              | Ontario |
| Bovenmeer           | |
| Verenigde Staten    | Michigan |
| Bovenmeer           | |
| Verenigde Staten    | Michigan, Wisconsin, Illinois (door de voorsteden van Chicago), Indiana, Illinois, Indiana, Kentucky, Tennessee, Alabama |
| Baai van Mobile     | |
| Verenigde Staten    | Alabama |
| Golf van Mexico     | |
| Mexico              | Yucatán, Quintana Roo |
| Caraïbische Zee     | |
| Belize              | Ambergris Caye |
| Caraïbische Zee     | |
| Honduras            | Cortés, Comayagua, Intibucá, La Paz                                                                                      |
| El Salvador         | Morazán, La Unión |
| Grote Oceaan        | |
| Zuidelijke Oceaan   | |
| Antarctica          | Antártica, onderdeel van de provincie Antártica Chilena geclaimd door Chili                                              |